# Звезда КЭЦ
«Звезда КЭЦ» — фантастический роман советского писателя Александра Беляева. Был написан и напечатан в 1936 году, первоначально в журнале «Вокруг света». 
Это одно из первых произведений советской фантастики об освоении космоса. Роман посвящён Константину Эдуардовичу Циолковскому, чьи инициалы стали названием орбитальной космической станции.

## Название
КЭЦ расшифровывается как Константин Эдуардович Циолковский, писатель посвятил эту книгу учёному. В ней описываются путешествия в космос. Общество, которое создало Звезду КЭЦ и ракеты, руководствовалось исследованиями Циолковского. В романе также есть путешествие на Луну, обратная сторона которой рушится и испаряется, и, как оказывается, на Луне есть жизнь в форме зелёных растений.

## История
В 1935—1938 годах Беляев с семьёй жил в Ленинграде, на Петроградской стороне. Болезнь его прогрессировала, он долгое время находился в гипсе и практически не вставал с постели. В 1936 году он ездил по путёвке на лечение в Евпаторию. Тем не менее, будучи в таком состоянии, он писал о космосе. Вместе с романом «Прыжок в ничто» «Звезда Кэц» стала одним из первых произведений советской научной фантастики об освоении Космоса (оба посвящены Циолковскому). Роман «Звезда Кэц» популяризирует идеи К. Э. Циолковского, чьим почитателем был Беляев. Впервые был опубликован в журнале «Вокруг света» (1936, № 2—11). Интересно, что название романа часто пишут «Звезда КЭЦ», видимо, помня, что это инициалы Циолковского, что, однако, ошибочно, так как Беляев не только писал «Кэц», но и склонял его: «Ты, кажется, успешно дозрел на Кэце…» (так говорили герои, которые вполне могли склонять для удобства название своей станции).

## Сюжет
У молодого биолога Леонида Артемьева, от имени которого ведётся повествование, была очаровательная соседка Антонина Ивановна, которую он про себя ласково называл Тоней. Тоня также была учёным, и он интересовался ею. Однажды Леониду подвернулся повод зайти в гости к Тоне и познакомиться лучше — у Леонида сломался радиоприёмник. Спустя несколько дней после того, как Антонина его исправила, Леонид испортил его нарочно и зашёл второй раз. Осмотрев неисправность, Антонина отказалась ремонтировать. Спустя небольшое время Леонид сам ей сказал, что радиоприёмник работает. С этого времени началось их общение и совместные прогулки по Ленинграду. Когда Леонид гулял один, ему повстречался какой-то чернобородый мужчина. Встречный спросил, знаком ли Леонид с Тоней и попросил передать ей о Палее, а также слова Памир и КЭЦ. Услышав это, Тоня сразу же решает куда-то ехать и предлагает Леониду ехать с ней. После раздумий Леонид соглашается, и они едут в ракете на Памир. Там Леонид и Антонина узнают фамилию чернобородого мужчины — Евгеньев — и то, что он отправился на звезду КЭЦ. Антонина объясняет Леониду, что она и Палей вели научную работу в области электротехники, Палей вёл все записи и неожиданно уехал, не оставив ей ничего. Без этих записей она не может закончить эту работу, и поэтому хочет найти Палея.
На Памире ему открываются новые вещи. Рассказчик узнаёт, что отсюда в космос летят и возвращаются ракеты. Вскоре герои отправляются в космос, на Звезду КЭЦ. Это второй искусственный спутник Земли, на котором живут и изучают космос люди. Спутник, ракеты и многие другие вещи сделаны по проектам Циолковского, и именно по этой причине они носят такое название — инициалы учёного.
Со Звезды КЭЦ Артемьев и ещё несколько человек отправляются на Луну, где они делают удивительные открытия. Они летят на ракетной машине над обратной стороной спутника и обнаруживают огромную трещину. Отсюда они делают вывод, что Луна трескается и гибнет, в результате чего через несколько сотен лет вместо Луны Земля будет иметь кольцо, подобное кольцам Сатурна. Артемьев находит на поверхности Луны признаки жизни. Это зелёные растения (ползающие мхи), которые прилипают к камням и берут их энергию. Он также видит какое-то существо, похожее на камень, которое мало описано в книге. Во время пребывания на Луне Леонид находит кладбище неизвестных животных и неизвестные науке растения; также экспедиция нашла много драгоценных камней.
По возвращении Артемьев переходит работать в зоолабораторию, где он подружился с летающей собакой Джипси. На втором спутнике учёные вырастили огромные фрукты и овощи (размером с человека), используя преображённую солнечную энергию. Также здесь есть животные-гибриды, у которых под действием космических лучей начались мутации. Джипси оказалась чрезвычайно умной собакой, понимающей человеческую речь. Леонид начинает учить Джипси отвечать людям, хотя эти ответы понимает лишь он. В процессе работы Леонид отмечает, что у сотрудника Крамера начинает меняться характер, в частности, бывают резкие перепады настроения и он подозревает остальных людей в чём-то, что известно только ему. Во время одного из своих визитов в лабораторию Крамер выразил желание пообщаться с биологом Верой Зориной наедине, и Леонид оставляет их. Но рядом с ними остаётся Джипси, которая в первый раз отказалась слушаться Леонида и сообщила ему, что будет охранять Зорину. Спустя некоторое время из лаборатории послышался шум и лай Джипси. Вернувшись туда, Леонид увидел, что Крамер душит Зорину. Пока Леонид пытался спасти сотрудницу, Джипси по команде поднял тревогу, нажав нужную кнопку. Прибывшие на место происшествия сотрудники связали Крамера и доставили его к врачу. Выяснилось, что Крамер заболел вследствие продолжительного действия космического излучения.
Прошло 8 месяцев после того, как Леонид покинул Землю. Звезда КЭЦ готовилась к празднованию годовщины её создания. На торжественном докладе директор подвёл итоги звёздного года, назвав истинным героем и завоевателем звёздного пространства Евгения Евгеньева. При первых же словах его доклада Антонина побледнела, ответив Леониду, что это Палей, она его узнала по голосу. После торжественной части состоялся разговор Евгеньева-Палея с Антониной и Леонидом. Он объяснил, что во время женитьбы взял фамилию жены. Антонина назвала Леонида своим женихом. А Палей сказал, что все записи оставались у его сестры, которая живёт рядом с Антониной.
Роман завершается небольшим описанием событий спустя несколько лет. Леонид и Антонина стали мужем и женой, у них сын-школьник. Леонид стал профессором, как и Антонина. И эта книга появилась на свет потому, что Леониду захотелось ещё раз пережить все приключения, связанные с его необычной женитьбой.

## Персонажи
- Леонид Васильевич Артемьев — биолог, от чьего лица ведётся повествование
- Антонина Ивановна Герасимова, Тоня — ассистент на физтехе, соседка Артемьева
- Евгений Палей-Евгеньев — товарищ Тони по университету

на Звезде Кэц и соседних станциях:
- Крамер — лаборант-биолог
- Анна Игнатьевна Мёллер — врач на Звезде Кэц
- Эльза Нильсен — библиотекарь на Звезде Кэц
- Андрей Павлович Шлыков — биолог
- Фёдор Григорьевич Тюрин — астроном в Обсерватории
- Борис Михайлович Соколовский — геолог
- Пархоменко — директор Звезды Кэц
- Андрей Павлович Кистенко — аэролог
- Вера Зорина, Фалеев — биологи